# Louis Leterrier
Louis Leterrier (* 17. června 1973 Paříž) je francouzský režisér. Je synem herce a režiséra Françoise Leterriera a kostymérky Catherine Leterrierové. Roku 1997 byl asistentem režiséra Jean-Pierra Jeuneta při natáčení filmu Vetřelec: Vzkříšení, sám režijně debutoval roku 2002 snímkem Kurýr.

## Filmografie
- 2002 – Kurýr
- 2005 – Utržený ze řetězu
- 2005 – Kurýr 2
- 2008 – Neuvěřitelný Hulk
- 2010 – Souboj Titánů
- 2013 – Podfukáři
- 2016 – Grimsby
- 2022 – Zase nepoužitelní
- 2023 – Rychle a zběsile 10